# 이수용 (드러머)
이수용(李樹勇, 1969년 1월 15일 ~ )은 대한민국의 드러머이다.

## 인물
동래고등학교를 졸업하였고, 80년대 중후반부터 그룹 ‘프라즈마’를 거쳐 ‘소셜 퀄리티(Social Quality)’라는 밴드에서 프로 음악인으로서 활동을 시작한다. 이 팀은 이 후 ‘공감대’로 개명했다. 두 장의 앨범을 발표한 소셜 퀄리티 활동 이후 이수용은 여러가수들의 라이브에서 연주 하다가 1994년에 N.EX.T에 가입하여 두 번째 앨범 《The Return of N.EX.T Part 1: The Being》에 프라즈마의 기타리스트 임창수와 같이 참여하게 된다. 그리고 1997년 넥스트가 해체할 때까지 전성기를 이끌던 멤버가 되었다. 넥스트 해체이후 1999년, 팀 멤버였던 김세황, 김영석과 패닉의 랩퍼 김진표를 영입, 노바소닉이라는 밴드를 결성해 활동을 지속했다.
2006년에는 넥스트에 재가입하여 활동하다가 1년여만에 탈퇴하고(2014년에도 재합류했으나 또다시 탈퇴) 2010년에 노바소닉의 새 앨범을 발매했다. 그는 이전과 마찬가지로 여러 아티스트들의 공연에서 드럼 연주를 병행하고 있다.

## 발매/참여 앨범

### 프라즈마
- 《Friday Afternoon II》(컴필레이션 음반, 1989)

### 소셜 퀄리티(Social Quality)/공감대(共感帶)
- 《Social Quality》(1990)
- 《共感帶》(소셜 퀄리티 2집, 1993)
- 《젊은 남자》 - 〈꿈꾸는 남자〉(1994, 사운드트랙)

### N.EX.T
- 《The Return of N.EX.T Part 1: The Being》(1994)
- 《The Being Live Concert Chapter 1》, 《Chapter 2》(1995)
- 《The Return of N.EX.T Part 2: World》(1995)
- 《95 내일은 늦으리》 - 〈Maximum Overdrive〉(1995, 컴필레이션 앨범)
- 《N.EX.T Is Alive(The World Tour)》(1996)
- 〈Here, I Stand For You〉(1997, 싱글)
- 《N.EX.T Concert Album - The First Fan Service》(1997)
- 《Lazenca: A Space Rock Opera》(1997)
- 《the 2nd fan service: ReGame?》(2006)
- 《Happy Rock Christmas》 - 〈Last Christmas〉(2006, 옴니버스 앨범)

### 노바소닉
- 《NOVASONIC》(1999)
- 《NOVASONIC 二》(2000)
- 《Star Craft : Game Music Vol. 1》 - 〈For Adun〉(2000, 옴니버스 앨범)
- 《NOVASONIC 3》(2001)
- 《Han》(2003)
- 《Metamorphosis》(2010)

## 드럼 세션 참여 앨범
| 년도 | 가수명             | 곡명 | 앨범               |
| ---- | ------------------ | --- | ------------------ |
| 1996 | 신해철             | 〈Main theme from Jungle Story - Part 1〉/〈70년대에 바침〉/〈절망에 관하여〉/〈백수가〉/〈그저 걷고 있는거지〉 | 《정글스토리 》    |
| 1996 | 김원준             | | 《Show》           |
| 1996 | miS=mR(미스미스터) | | 《mistéik=mistar》 |
| 1997 | 카니발             | 거위의 꿈 | 《Carnival》       |
| 1997 | miS=mR             | | 《Mis=Mr 2》       |
| 2000 | miS=mR             | | 《No Fear》        |